# Bray Head SAC
Bray Head SAC este o arie protejată (arie specială de conservare — SAC, sit de importanță comunitară — SCI) din Irlanda întinsă pe o suprafață de 263,39 ha, integral pe uscat.

## Localizare
Centrul sitului Bray Head SAC este situat la coordonatele 53°10′55″N 6°04′49″W / 53.181862°N 6.080269°V.

## Înființare
Situl Bray Head SAC a fost declarat sit de importanță comunitară în octombrie 1999 pentru a proteja 6 specii de animale. Situl a fost protejat și ca arie specială de conservare în decembrie 2017.

## Biodiversitate
Situată în ecoregiunea atlantică, aria protejată conține 3 habitate naturale: Faleze cu vegetație de pe coastele atlantice și baltice, Pajiști uscate europene, Pajiști uscate seminaturale și facies de acoperire cu tufișuri pe substraturi calcaroase (Festuco-Brometalia) (* situri importante pentru orhidee).
La baza desemnării sitului se află mai multe specii protejate de  păsări (6): alca (Alca torda), șoim călător (Falco peregrinus), Fulmarus glacialis, lăstun de mal (Riparia riparia), Rissa tridactyla, Uria aalge.
Pe lângă speciile protejate, pe teritoriul sitului au mai fost identificate 4 specii de plante, 5 specii de păsări, 1 specie de amfibieni, 2 specii de mamifere, 1 specie de reptile.